# Equitazione ai Giochi della XXX Olimpiade - Concorso completo a squadre
Il concorso completo a squadre dei giochi olimpici di Londra 2012 si è svolto tra il 28 e il 31 luglio 2012 presso il Greenwich Park.

Le 13 squadre provenienti da 13 nazioni si sono esibite in tutte e tre le competizioni dell'equitazione (dressage, cross-country e salto ostacoli).

## Programma
| Data                                          | Ora   | Turno                 |
| --------------------------------------------- | ----- | --------------------- |
| Sabato 28 luglio 2012 Domenica 29 luglio 2012 |       | Dressage              |
| Lunedì 30 luglio 2012                         | 12:30 | Cross-Country         |
| Martedì 31 luglio 2012                        | 10:30 | Salto Ostacoli Finale |

## Podio
| Oro      | Argento     | Bronzo        |
| Germania | Regno Unito | Nuova Zelanda |

## Classifica finale
| Posizione        | Nazione       | Binomio                | Binomio                 | Dressage    | Dressage | Cross-Country | Cross-Country | Salto       | Salto   |
| Posizione        | Nazione       | Cavaliere              | Cavallo                 | Individuale | Team     | Individuale   | Team          | Individuale | Team    |
| ---------------- | ------------- | ---------------------- | ----------------------- | ----------- | -------- | ------------- | ------------- | ----------- | ------- |
|                  | Germania      | Peter Thomsen          | Barny                   | 58.50       | 119.10   | 63.70         | 124.70        | 71.70       | 133.70  |
| Dirk Schrade     | Germania      | King Artus             | 39.80                   | 50.60       | 119.10   | 50.60         | 124.70        |             | 133.70  |
| Ingrid Klimke    | Germania      | Butts Abraxxas         | 39.30                   | 39.30       | 119.10   | 48.30         | 124.70        |             | 133.70  |
| Sandra Auffarth  | Germania      | Opgun Louvo            | 40.00                   | 44.80       | 119.10   | 44.80         | 124.70        |             | 133.70  |
| Michael Jung     | Germania      | Sam                    | 40.60                   | 40.60       | 119.10   | 40.60         | 124.70        |             | 133.70  |
|                  | Gran Bretagna | William Fox-Pitt       | Lionheart               | 44.10       | 127.00   | 53.30         | 130.20        | 53.30       | 138.20  |
| Nicola Wilson    | Gran Bretagna | Opposition Buzz        | 51.70                   | 51.70       | 127.00   | 55.70         | 130.20        |             | 138.20  |
| Zara Phillips    | Gran Bretagna | High Kingdom           | 46.10                   | 46.10       | 127.00   | 53.10         | 130.20        |             | 138.20  |
| Mary King        | Gran Bretagna | Imperial Cavalier      | 40.90                   | 42.10       | 127.00   | 42.10         | 130.20        |             | 138.20  |
| Kristina Cook    | Gran Bretagna | Miners Frolic          | 42.00                   | 42.00       | 127.00   | 43.00         | 130.20        |             | 138.20  |
|                  | Nuova Zelanda | Jonelle Richards       | Flintstar               | 56.70       | 128.20   | 62.70         | 133.40        | 71.70       | 144.40  |
| Jonathan Paget   | Nuova Zelanda | Clifton Promise        | 44.10                   | 48.90       | 128.20   | 52.90         | 133.40        |             | 144.40  |
| Caroline Powell  | Nuova Zelanda | Lenamore               | 52.20                   | 53.80       | 128.20   | 57.80         | 133.40        |             | 144.40  |
| Andrew Nicholson | Nuova Zelanda | Nereo                  | 45.00                   | 45.00       | 128.20   | 45.00         | 133.40        |             | 144.40  |
| Mark Todd        | Nuova Zelanda | Campino                | 39.10                   | 39.50       | 128.20   | 46.50         | 133.40        |             | 144.40  |
| 4                | Svezia        | Linda Algotsson        | La Fair                 | 59.80       | 128.20   | 79.80         | 131.40        | 79.80       | 148.40  |
| 4                | Svezia        | Ludvig Svennerstal     | Shamwari                | 43.70       | 128.20   | 44.10         | 131.40        | 44.10       | 148.40  |
| 4                | Svezia        | Sara Algotsson Ostholt | Wega                    | 39.30       | 128.20   | 39.30         | 131.40        | 39.30       | 148.40  |
| 4                | Svezia        | Niklas Lindback        | Mister Pooh             | 45.20       | 128.20   | 48.00         | 131.40        | 57.00       | 148.40  |
| 4                | Svezia        | Malin Petersen         | Sofarsogood             | 60.40       | 128.20   | 61.20         | 131.40        | 67.20       | 148.40  |
| 5                | Irlanda       | Michael Ryan           | Ballylynch Adventure    | 60.20       | 152.10   | 1000.00       | 178.80        | 1000.00     | 184.80  |
| 5                | Irlanda       | Aoife Clark            | Master Crusoe           | 48.90       | 152.10   | 52.50         | 178.80        | 52.50       | 184.80  |
| 5                | Irlanda       | Joseph Murphy          | Electric Cruise         | 55.60       | 152.10   | 60.40         | 178.80        | 60.40       | 184.80  |
| 5                | Irlanda       | Camilla Speirs         | Portersize Just a Jiff  | 47.60       | 152.10   | 1000.00       | 178.80        | 1000.00     | 184.80  |
| 5                | Irlanda       | Mark Kyle              | Coolio                  | 58.70       | 152.10   | 65.90         | 178.80        | 71.90       | 184.80  |
| 6                | Australia     | Christopher Burton     | HP Leilani              | 46.10       | 122.10   | 46.10         | 173.40        | 50.10       | 186.40  |
| 6                | Australia     | Sam Griffiths          | Happy Times             | 45.40       | 122.10   | 1000.00       | 173.40        | 1000.00     | 186.40  |
| 6                | Australia     | Andrew Hoy             | Rutherglen              | 41.70       | 122.10   | 49.30         | 173.40        | 57.30       | 186.40  |
| 6                | Australia     | Lucinda Fredericks     | Flying Finish           | 40.00       | 122.10   | 78.00         | 173.40        | 79.00       | 186.40  |
| 6                | Australia     | Clayton Fredericks     | Bendigo                 | 40.40       | 122.10   | 1000.00       | 173.40        | 1000.00     | 186.40  |
| 7                | Stati Uniti   | Boyd Martin            | Otis Barbotiere         | 50.70       | 138.80'' | 54.30         | 155.20        | 1000.00     | 208.60  |
| 7                | Stati Uniti   | Karen O'Connor         | Mr Medicott             | 48.20       | 138.80'' | 53.80         | 155.20        | 53.80       | 208.60  |
| 7                | Stati Uniti   | Tiana Coudray          | Ringwood Magister       | 52.00       | 138.80'' | 77.60         | 155.20        | 88.60       | 208.60  |
| 7                | Stati Uniti   | William Coleman        | Twizzel                 | 46.30       | 138.80'' | 82.70         | 155.20        | 84.70       | 208.60  |
| 7                | Stati Uniti   | Phillip Dutton         | Mystery Whisper         | 44.30       | 138.80'' | 47.10         | 155.20        | 70.10       | 208.60  |
| 8                | Francia       | Denis Mesples          | Oregon de la Vigne      | 61.50       | 142.90   | 107.50        | 177.70        | 126.50      | 230.60  |
| 8                | Francia       | Aurelien Kahn          | Cadiz                   | 55.90       | 142.90   | 95.50         | 177.70        | 102.50      | 230.60  |
| 8                | Francia       | Lionel Guyon           | Nemetis de Lalou        | 50.90       | 142.90   | 70.90         | 177.70        | 70.90       | 230.60  |
| 8                | Francia       | Donatien Schauly       | Ocarina du Chanois      | 44.40       | 142.90   | 51.60         | 177.70        | 1000.00     | 230.60  |
| 8                | Francia       | Nicolas Touzaint       | Hildago de l'Ile        | 47.60       | 142.90   | 55.20         | 177.70        | 57.20       | 230.60  |
| 9                | Brasile       | Marcio Carvalho Jorge  | Josephine               | 58.50       | 170.40   | 101.30        | 269.20        | 105.30      | 295.20' |
| 9                | Brasile       | Serguei Fofanoff       | Barbara                 | 72.00       | 170.40   | 1000.00       | 269.20        | 1000.00     | 295.20' |
| 9                | Brasile       | Marcelo Tosi           | Eleda All Black         | 58.00       | 170.40   | 87.60         | 269.20        | 97.60       | 295.20' |
| 9                | Brasile       | Ruy Fonseca            | Tom Bombadill Too       | 53.90       | 170.40   | 80.30         | 269.20        | 92.30       | 295.20' |
| 10               | Belgio        | Virginie Caulier       | Nepal du Sudre          | 4830        | 13900    | 6950          | 18580         | 7850        | 113410  |
| 10               | Belgio        | Carl Bouckaert         | Cyrano Z                | 5300        | 13900    | 100000        | 18580         | 100000      | 113410  |
| 10               | Belgio        | Marc Rigouts           | Dunkas                  | 5070        | 13900    | 10750         | 18580         | 100000      | 113410  |
| 10               | Belgio        | Joris van Springel     | Lully des Aulnes        | 5190        | 13900    | 6470          | 18580         | 100000      | 113410  |
| 10               | Belgio        | Karin Donckers         | Gazelle de la Brasserie | 4000        | 13900    | 5160          | 18580         | 5560        | 113410  |
| 11               | Paesi Bassi   | Tim Lips               | Oncarlos                | 51.70       | 154.50   | 73.70         | 1136.70       | 86.70       | 1161.70 |
| 11               | Paesi Bassi   | Andrew Heffernan       | Millthyme Corolla       | 50.60       | 154.50   | 63.00         | 1136.70       | 75.00       | 1161.70 |
| 11               | Paesi Bassi   | Elaine Pen             | Vira                    | 52.20       | 154.50   | 1000.00       | 1136.70       | 1000.00     | 1161.70 |
| 12               | Giappone      | Toshiyuki Tanaka       | Maquis de Plescop       | 55.00       | 130.70   | 115.00        | 1191.00       | 119.00      | 1207.00 |
| 12               | Giappone      | Takayuki Yumira        | Latina                  | 58.50       | 130.70   | 1000.00       | 1191.00       | 1000.00     | 1207.00 |
| 12               | Giappone      | Atsushi Negishi        | Pretty Darling          | 50.40       | 130.70   | 76.00         | 1191.00       | 88.00       | 1207.00 |
| 12               | Giappone      | Kenki Sato             | Chippieh                | 42.20       | 130.70   | 1000.00       | 1191.00       | 1000.00     | 1207.00 |
| 12               | Giappone      | Yoshiaki Oiwa          | Noonday de Conde        | 38.10       | 130.70   | 1000.00       | 1191.00       | 1000.00     | 1207.00 |
| 13               | Canada        | Michelle Mueller       | Amistad                 | 57.00       | 154.10   | 120.20        | 117.740       | 1000.00     | 2071.20 |
| 13               | Canada        | Hawley Bennett-Awad    | Gin & Juice             | 48.70       | 154.10   | 1000.00       | 117.740       | 1000.00     | 2071.20 |
| 13               | Canada        | Peter Barry            | Kilrodan Abbott         | 61.70       | 154.10   | 1000.00       | 117.740       | 1000.00     | 2071.20 |
| 13               | Canada        | Jessica Phoenix        | Exponential             | 54.80       | 154.10   | 57.20         | 117.740       | 71.20       | 2071.20 |
| 13               | Canada        | Rebecca Howard         | Riddle Master           | 50.60       | 154.10   | 1000.00       | 117.740       | 1000.00     | 2071.20 |